# Rio Caxambu
Pour les articles homonymes, voir Caxambu (homonymie).
Le rio Caxambu est un cours d'eau brésilien de l'État du Rio Grande do Sul.